# Sun Valley (Texas)
Sun Valley es una ciudad ubicada en el condado de Lamar en el estado estadounidense de Texas. En el Censo de 2010 tenía una población de 69 habitantes y una densidad poblacional de 194,46 personas por km².

## Geografía
Sun Valley se encuentra ubicada en las coordenadas 33°40′16″N 95°25′44″O / 33.67111, -95.42889. Según la Oficina del Censo de los Estados Unidos, Sun Valley tiene una superficie total de 0.35 km², de la cual 0.35 km² corresponden a tierra firme y (0%) 0 km² es agua.

## Demografía
Según el censo de 2010, había 69 personas residiendo en Sun Valley. La densidad de población era de 194,46 hab./km². De los 69 habitantes, Sun Valley estaba compuesto por el 69.57% blancos, el 0% eran afroamericanos, el 11.59% eran amerindios, el 4.35% eran asiáticos, el 0% eran isleños del Pacífico, el 10.14% eran de otras razas y el 4.35% pertenecían a dos o más razas. Del total de la población el 31.88% eran hispanos o latinos de cualquier raza.